# Plantago argentea
Plantago argentea là một loài thực vật có hoa trong họ Mã đề. Loài này được Chaix. miêu tả khoa học đầu tiên năm 1804.